# Chrysopogon harpaleus
Chrysopogon harpaleus là một loài ruồi trong họ Asilidae. Chrysopogon harpaleus được Clements miêu tả năm 1985. Loài này phân bố ở miền Australasia.